# Bāyenjeqlū
Bāyenjeqlū (persiska: بايَنچُقلو, بايِنچِقلو, باينجقلو, بايِنچقُلو, بايِنج قُلی, Bāyanchoqlū) är en ort i Iran.   Den ligger i provinsen Kurdistan, i den nordvästra delen av landet, 400 km väster om huvudstaden Teheran. Bāyenjeqlū ligger 1 756 meter över havet och antalet invånare är 218.
Terrängen runt Bāyenjeqlū är kuperad åt nordväst, men åt sydost är den platt. Bāyenjeqlū ligger nere i en dal. Runt Bāyenjeqlū är det ganska tätbefolkat, med 58 invånare per kvadratkilometer. Närmaste större samhälle är Ālī Pīnak, 13,0 km söder om Bāyenjeqlū. Trakten runt Bāyenjeqlū består i huvudsak av gräsmarker.